# Piccole suore dell'Immacolata Concezione

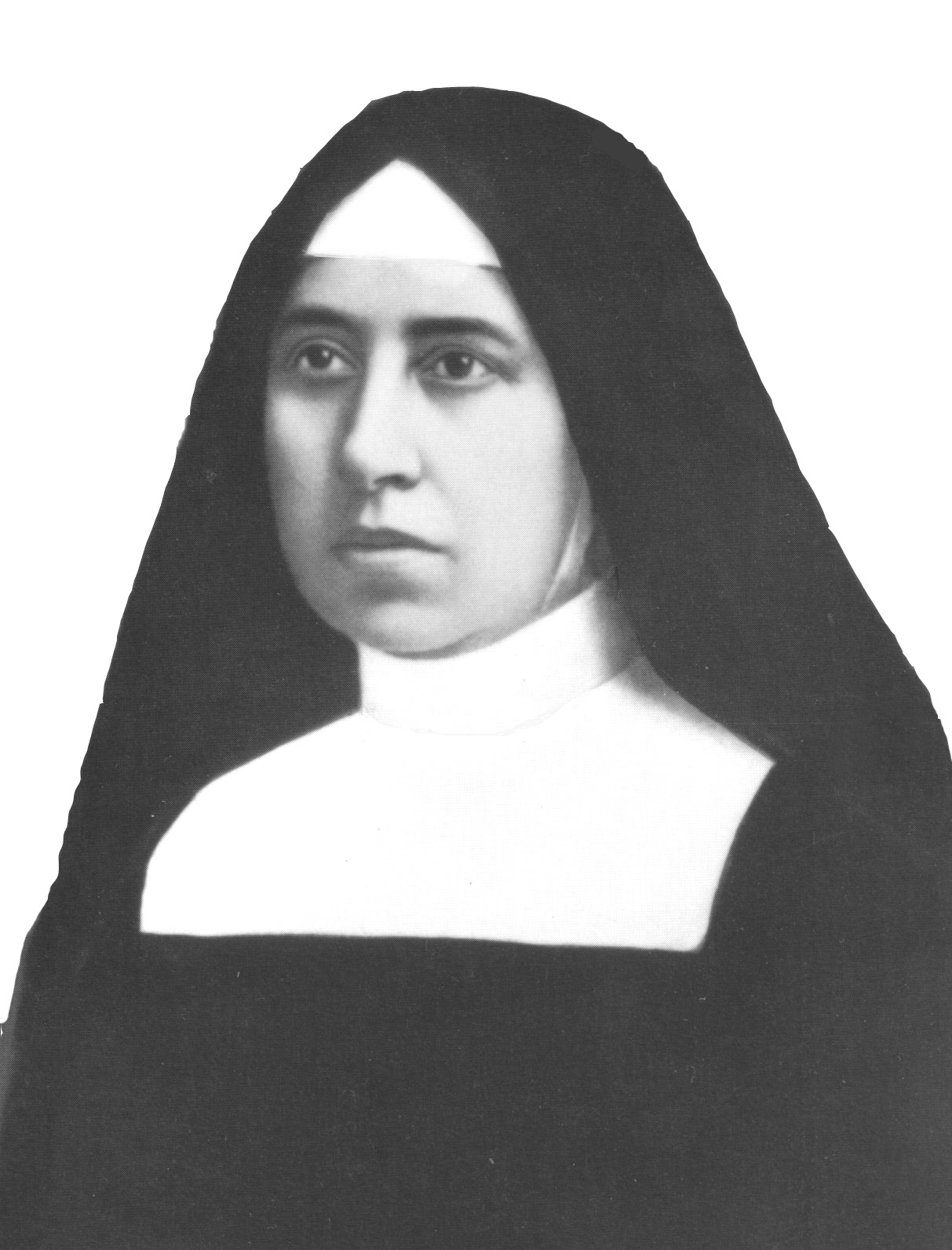
Paolina Visintainer, fondatrice della congregazione

Le Piccole Suore dell'Immacolata Concezione (in portoghese Irmãzinhas da Imaculada Conceição) sono un istituto religioso femminile di diritto pontificio: i membri di questa congregazione pospongono al loro nome la sigla C.I.I.C.

## Storia
Nel 1875 Paolina Visintainer (1865-1942) lasciò il natio Trentino e si stabilì in Brasile, nello stato di Santa Catarina, dove i suoi conterranei eressero la cittadina di Nova Trento. Il 12 luglio 1890, con l'aiuto del padre gesuita Luigi Rossi, iniziò a Vigolo (presso Nova Trento) un nuovo istituto religioso per l'educazione dei giovani e l'assistenza ai malati.
Nel 1895 il vescovo di Curitiba, José de Camargo Barros, si recò a Vigolo con l'intento di sciogliere la congregazione ma, positivamente impressionato dall'opera della Visintainer, autorizzò le suore a condurre vita comune e, il 25 agosto 1895, approvò le costituzioni elaborate da Rossi.
L'istituto ottenne il pontificio decreto di lode il 19 maggio 1933 e il 27 ottobre 1947 le sue costituzioni vennero definitivamente approvate dalla Santa Sede. La fondatrice è stata canonizzata da papa Giovanni Paolo II nel 2002.

## Attività e diffusione
Le Piccole Suore dell'Immacolata si dedicano a varie opere educative e sanitarie: sono particolarmente attive presso le comunità indigene dell'Africa e dell'America Latina.
Oltre che in Brasile, sono presenti in Argentina, Bolivia, Camerun, Ciad, Cile, Colombia, Guatemala, Italia, Mozambico e Nicaragua: la sede generalizia è a San Paolo.
Al 31 dicembre 2005 l'istituto contava 501 religiose in 103 case.